# PC booter
PC booter или booter — це тип програмного забезпечення для домашнього комп'ютера (з початку 1980-х до початку 1990-х років), які виконувалися при завантаженні комп'ютера з дискети, а не як звичайна програма; завантажувач, таким чином, не залежав від встановленої операційної системи. Найбільш поширеним в якості завантажувальних пристроїв були дискети з відеоіграми.